# Anna Marciniak-Czochra
Anna Marciniak-Czochra (Lublin, 11 de março de 1974) é uma matemática e bióloga matemática polonesa. Desde 2011 é professora de matemática aplicada na Faculdade de Matemática e Ciências da Computação da Universidade de Heidelberg.
Obteve o mestrado em matemática em 1998 na Universidade de Varsóvia, com um doutorado em matemática em 2004 na Universidade de Heidelberg.
Desde 2016 é líder de análise aplicada e modelagem em biociências na Universidade de Heidelberg.